# 383 Madison Avenue
383 Madison Avenue es un edificio de oficinas en Nueva York situado en Avenida Madison entre las calles 46 y 47 y propiedad de JP Morgan Chase. Diseñado por David Childs de Skidmore, Owings & Merrill LLP, tiene 755 ft (230 m) de altura y 47 plantas. Fue completado en 2001 y abierto en 2002, cuando era, según algunos informes, el 88.º edificio más alto del mundo. El edificio tienen aproximadamente 110 000 metros cuadrados (1 200 000 sq ft) alquilables. Antiguamente conocido como el Edificio Bear Stearns, albergaba la sede mundial del ahora extinto banco de inversión desde la finalización del edificio hasta la caída de Bear y venta a JPMorgan Chase en 2008.

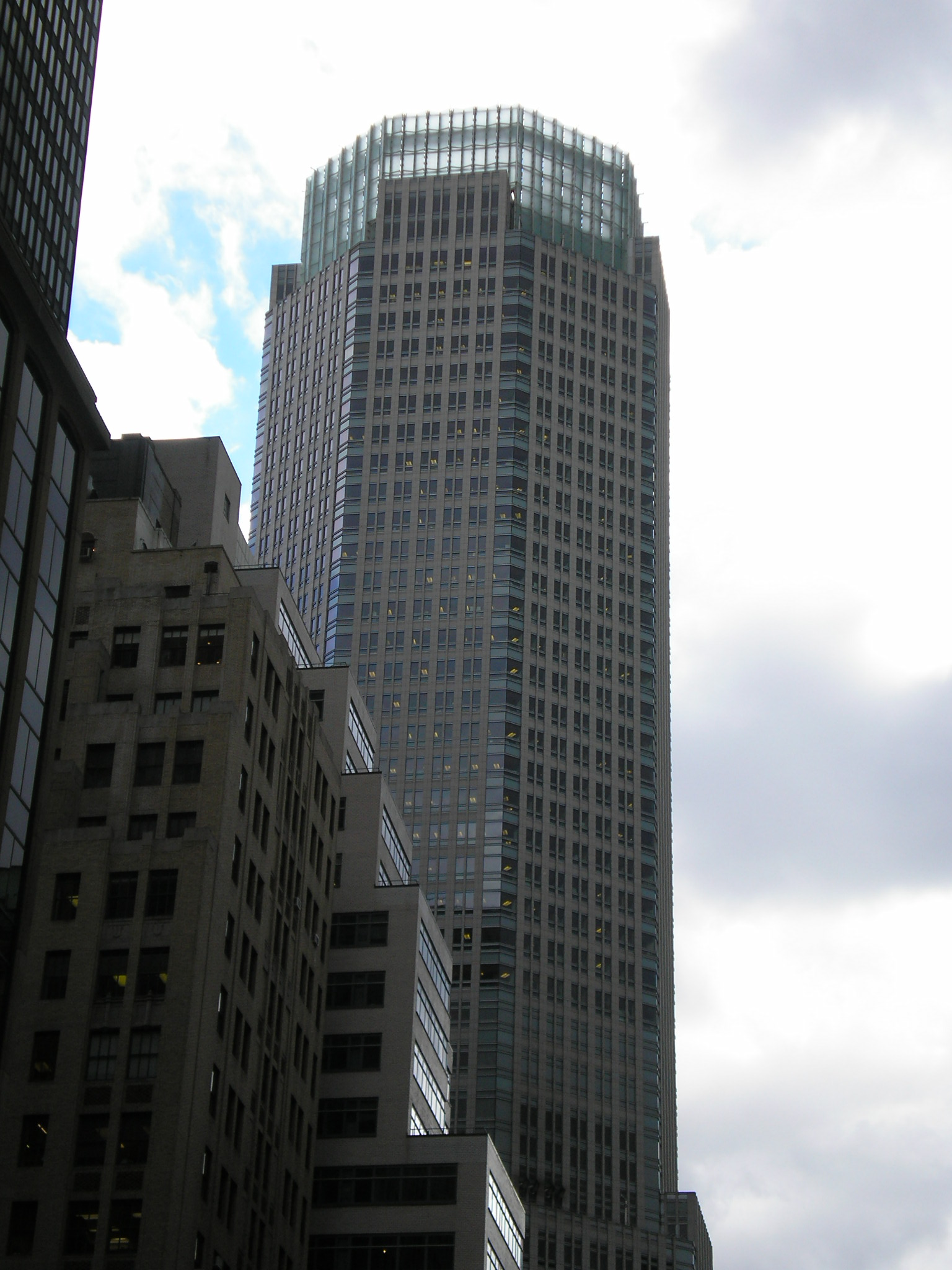
Nótese la "corona" de cristal en la cima.

El edificio tiene una torre octogonal que se levanta de una base rectangular hasta una corona de 20 m (70 ft) hecha de cristal que se ilumina por la noche.
El diseño decorativo visual del edificio difiere del estilo funcional convencional de los edificios de oficinas vecinos, y por tanto ha demostrado ser impopular con algunas críticas. New York dijo, "Este es un edificio que no te gustaría llegar a ningún lado cerca en un cóctel. Revestido casi de arriba abajo en granito austero, y geométricamente correcto, es rígido hasta el punto del aburrimiento. Fuera del carácter del trabajo actual de SOM (Skidmore, Owings & Merrill), el diseño recuerda el desafortunado interludio posmodernista de la firma hace una década." 
Una torre de 72 plantas propuesta por G Ware Travelstead para el lugar durante la década de 1980 no fue construida. El edificio (también conocido como Travelstead Tower) fue diseñado por Kohn Pedersen Fox.
El edificio cambió de manos en 2008 durante la absorción de Bear Stearns por parte de JPMorgan. En su conferencia del segundo trimestre de 2008, JP Morgan estimó el valor del edificio en 1 100—1 400 millones de dólares.
Una fotografía nocturna del edificio tomada desde un ángulo pronunciado en su base aparece en la cubierta del libro de William D. Cohan, House of Cards: A Tale of Hubris and Wretched Excess on Wall Street (2009).